# Johannes Eschmann (Geodät)

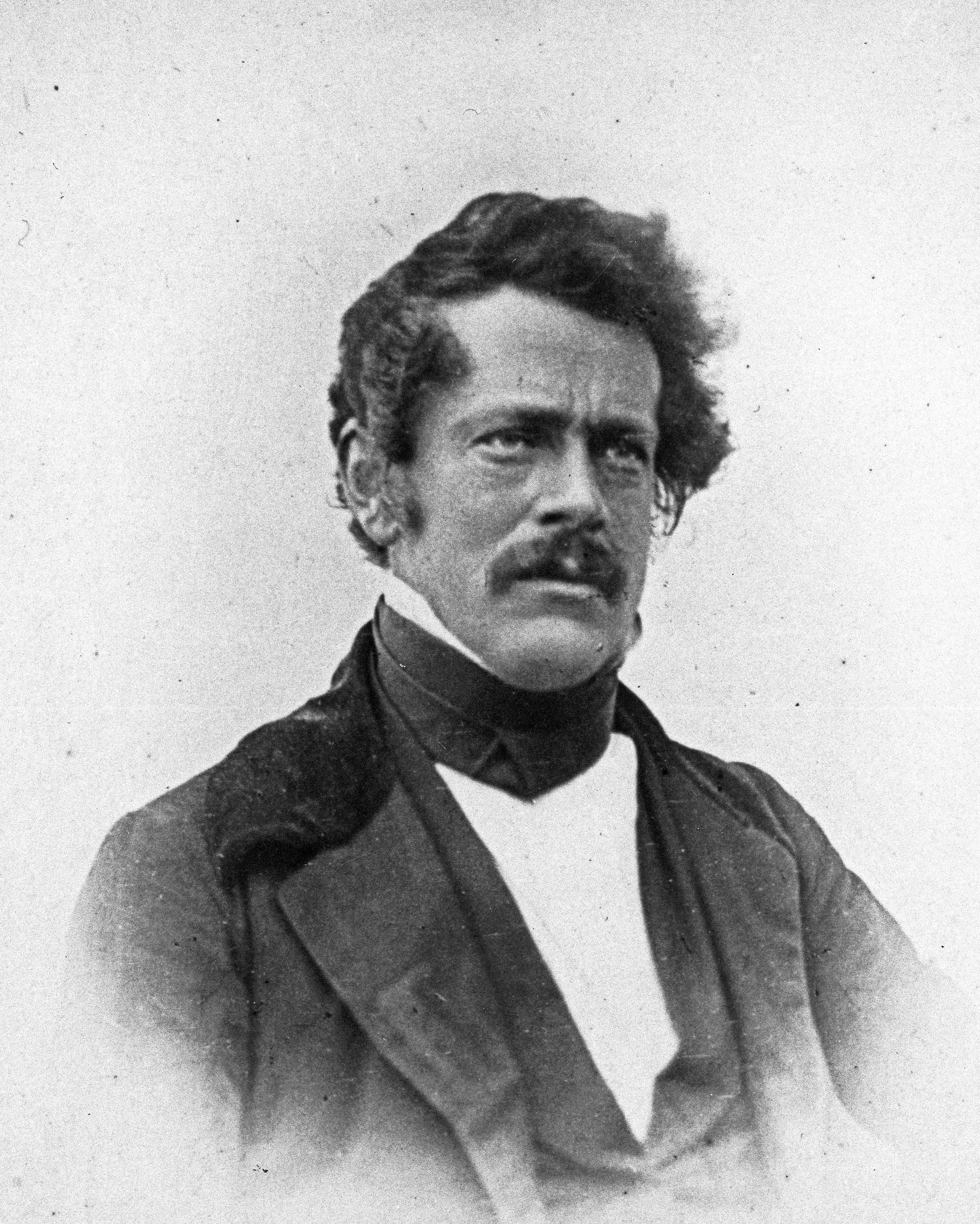
Johannes Eschmann, 1852

Johannes Eschmann (Geodät) (* 7. Mai 1808 in Wädenswil; † 14. Januar 1852 in Enge) war ein Schweizer Mathematiker, Astronom und Geodät. Er war der Hauptakteur der ersten landesweiten Eidgenössischen Triangulation ("Triangulation primordiale") unter der Leitung von General Guillaume-Henri Dufour (1787–1875). Die Ergebnisse seiner Arbeiten dienten als Grundlage für die "Dufourkarte", der ersten Topographischen Karte der Schweiz 1:100 000.

## Leben
Johannes Eschmann wurde 1808 als Sohn des Landwirts Hans Jakob Eschmann aus Zürich und der Dorothea Ott, Tochter des Hans Casper, Landvogt von Greifensee in Wädenswil (Kanton Zürich) geboren. Nach dem tragischen Tod beider Eltern kurz nach seiner Geburt kam der verwaiste Knabe in die Pflegefamilie seines Taufpaten nach Winterthur, wo er aufwuchs und die Schule besuchte. Seine Lehrer erkannten seine mathematische und musikalische Begabung, beschrieben ihn aber auch als sozial unbeholfen. Mit 15 Jahren wurde er vom Zürcher Stadtschreiber Heinrich Hofmeister (1772–1852) aufgenommen, der im alten Zürcher Stadthaus residierte. Hier erhielt der junge Gymnasiast eine adäquate Erziehung und Förderung. Eschmann interessierte sich für Mathematik und Astronomie und wurde von seinem Mathematikprofessor Johann Kaspar Horner (1774–1834) sowie dem Mechanikus Johann Georg Oeri (1780–1852) inspiriert. 1827 begann er ein Studium der Mathematik, Astronomie und Geodäsie in Zürich und Paris, welches er zwei Jahre später in Wien fortsetzte. Als Schüler des Astronomen und Professors Joseph Johann von Littrow (1781–1840) an der Universitätssternwarte Wien befasste er sich mit himmelsmechanischen Berechnungen und promovierte in Naturwissenschaften. An der Sternwarte lernte er den jungen, mittellosen Mathematiker Joseph Ludwig Raabe (1801–1859) kennen. Gemeinsam zogen sie 1832 nach Zürich, wo Raabe bei Eschmann Unterkunft fand. Beide bemühten sich erfolgreich um einen Lehrauftrag an der Universität Zürich, wo Raabe habilitierte und Eschmann Privatdozent für Mathematik und Astronomie an der Philosophischen Fakultät wurde. Seinen Lehrauftrag hatte er bis einschliesslich Wintersemester 1836 inne.
1835 wurde Eschmann Offizier im Generalstab von Oberstquartiermeister Guillaume-Henri Dufour. Er wurde als Hauptakteur der Triangulation 1. Ordnung ("Triangulation primordiale") und nach deren Abschluss ab 1841 bei trigonometrischen und topografischen Arbeiten in der Ostschweiz eingesetzt. 1847 wurde er Chef der trigonometrischen Arbeiten des Generalstabs im militärischen Rang eines Stabsmajors.
Eschmann war verheiratet und hatte eine Familie. Er starb 1852 im Dienste der Eidgenossenschaft in seinem 44. Altersjahr in Enge (heute Stadt Zürich).

## Geodäsie
Die Landesvermessung gehörte zu den Aufgaben von Guillaume-Henri Dufour, der 1832 zum Oberstquartiermeister gewählt wurde. Er übernahm die Oberleitung der trigonometrischen Vermessungen, die bis dahin nur zögerlich vorangekommen waren. Für diese Aufgabe konnte er den bestens ausgebildeten jungen Geodäten und Astronomen Eschmann gewinnen. Dieser wurde 1835 als Offizier im Generalstab mit der Triangulation 1. Ordnung der Ost- und Zentralschweiz sowie des Alpenübergangs beauftragt. Unter Eschmanns Leitung und der Mitarbeit von Rudolf Wolf (1816–1893) und Johannes Wild (1814–1894) wurden 1834 zwei bestehende Grundlinien neu gemessen. Zunächst die 3,4 km lange Basis im Sihlfeld bei Zürich und im selben Jahr die 13 km lange Basis im Grossen Moos zwischen Walperswil (Kanton Bern) und Sugiez (Kanton Freiburg). Für die Präzisionsmessungen verwendete Eschmann einen Basisapparat mit je vier 5,8 m langen Eisenröhren, der eigens vom Mechaniker Johann Georg Oeri, einem Bekannten aus der Jugendzeit, gebaut worden war. Von 1834 bis 1837 erfolgten dann die anspruchsvollen trigonometrischen Messungen, die mit alpinistischen Herausforderungen verbunden waren, u. a. auf hochalpinen Stationspunkten. Unter Eschmanns persönlichem Einsatz und in Zusammenarbeit mit dem Ingenieur Antoine Joseph Buchwalder (1792–1883) konnten die Arbeiten 1. Ordnung 1837 abgeschlossen werden. Bis 1839 folgten noch trigonometrische Höhenmessungen und astro-geodätische Bestimmungen.
Das Werk der "Triangulation primordiale" entstand aus dem von Eschmann und Buchwalder beobachteten Netzteil und vier weiteren Teilen, die in verschiedenen Zeiträumen von unterschiedlichen Beobachtern gemessen wurden. Ab 1838 führte Eschmann in nur zwei Jahren die aufwändigen Berechnungen des gesamten Netzes durch. Aufgrund der kurzen verfügbaren Zeit war eine strenge Ausgleichung nach der Methode der kleinsten Quadrate nicht möglich. 1840 konnte er die Koordinatensätze mit seiner Publikation: „Ergebnisse der trigonometrischen Vermessung in der Schweiz“ herausgeben. Die "Triangulation primordiale" bildete die Grundlage mit der erforderlichen Genauigkeit für die darauf folgenden topografischen Aufnahmen. Damit war der Grundstein für das erste moderne topografische Kartenwerk der Schweiz, der Dufourkarte 1:100'000 gelegt.

## Topografie und Kartografie
1841 beschloss die Eidgenössische Tagsatzung, die vorhandene „Triangulation primordiale“ in der Ostschweiz trigonometrisch zu verdichten und auf dieser Grundlage topografische Detailaufnahmen für die Herausgabe einer Karte des Kantons St. Gallen durchzuführen. Eschmann, damals Oberleutnant im Eidgenössischen Quartiermeisterstab, erklärte sich bereit, die Aufgabe zu übernehmen. Unter seiner Leitung fanden 1841–1847 die Triangulation 2. Ordnung und die topografischen Aufnahmen im Kanton St. Gallen sowie 1842–1844 im Kanton Zürich statt. Die entstandene "Topografische Karte des Cantons St. Gallen mit Einschluss des Cantons Appenzell 1:25'000" wird zu seinen Ehren als "Eschmannkarte" bezeichnet.

## Schriften
- Eschmann J.: Trigonometrisch bestimmte Höhen der Schweiz. Protokolle der Schweizerischen Triangulation, Zürich 1838.
- Eschmann J.: Ergebnisse der trigonometrischen Vermessung der Schweiz, Orell Füssli & Cie., Zürich, 1840. Online